# مديرية بني قيس الطور

تعديل مصدري - تعديل

مديرية بني قيس الطور إحدى مديريات محافظة حجة في اليمن. بلغ عدد سكانها 54272 نسمة عام 2004. تضم إحدى عشرة عزلة.

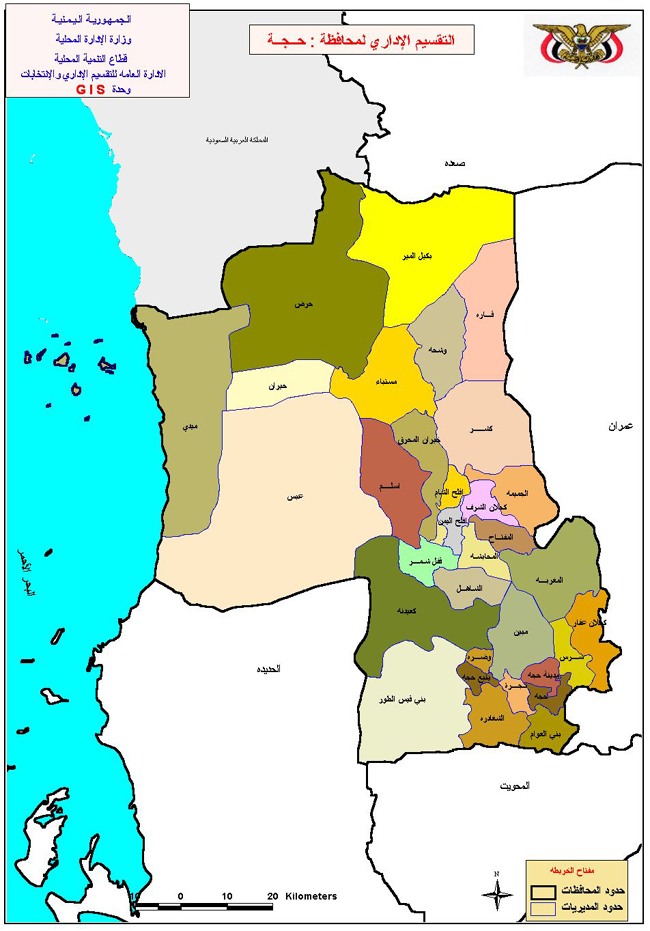
موقع مديرية بني قيس الطور في محافظة حجة